# Districtul Kantharalak
Kantharalak (în thailandeză กันทรลักษ์) este un district (Amphoe) din provincia Sisaket, Thailanda, cu o populație de 200.608 locuitori și o suprafață de 1.236,6 km².